# Maevia inclemens
Maevia inclemens là một loài nhện trong họ Salticidae. Ở loài này, con đực có hai dạng khác nhau, một hiện tượng rất hiếm. Maevia inclemens cái dài 6,5 đến 8,0 milimét (0,26 đến 0,31 in) chiều dài, còn con đực dài 4,75 đến 6,50 milimét (0,187 đến 0,256 in).

## Hình ảnh

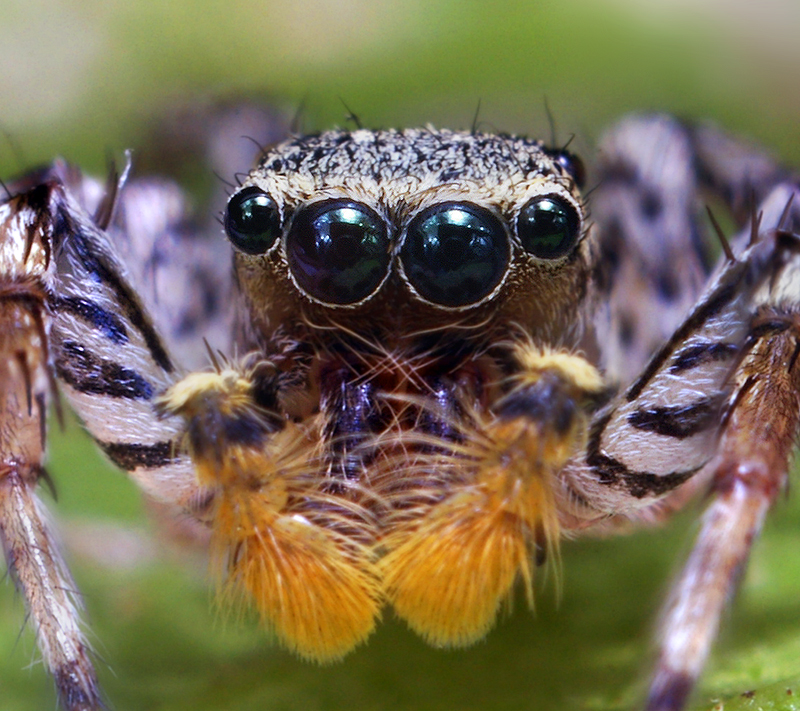
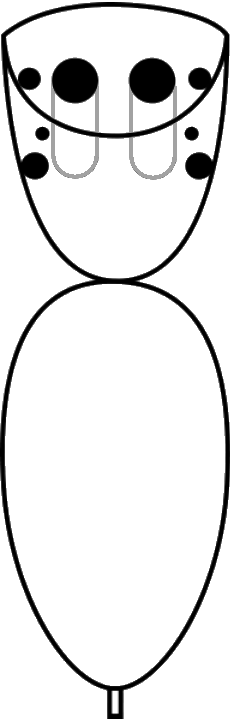
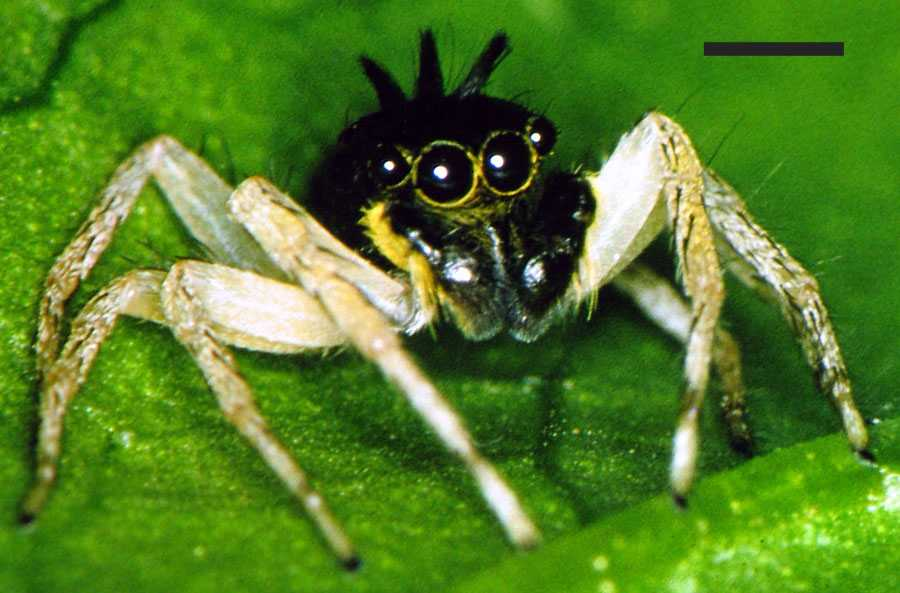
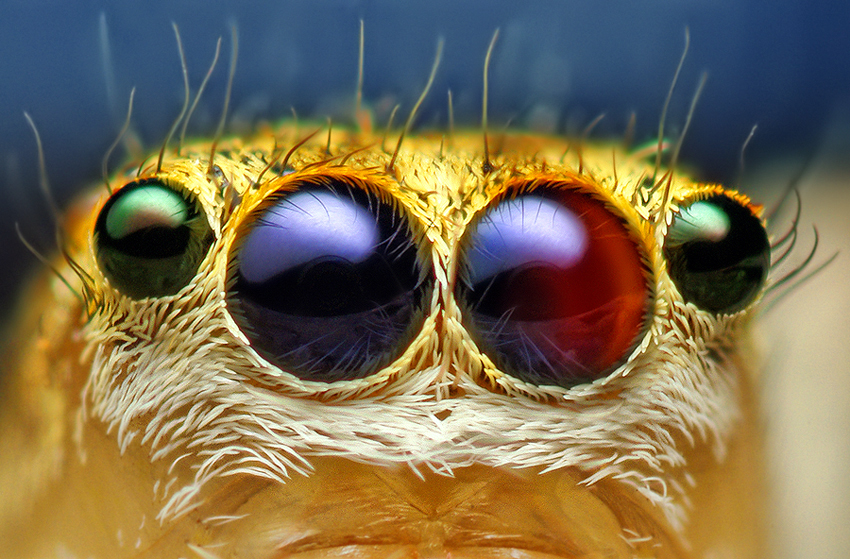